# Frontón (deporte)

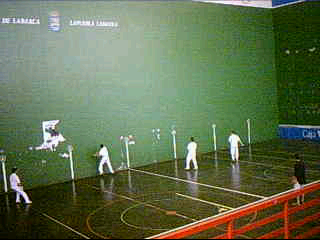
Frontón de 36 metros.

Frontón es la pared en las canchas donde se practican los juegos de pelota (en cualquiera de las modalidades que allí se juegan) y, por extensión, son las instalaciones donde se practican estos tipos de juegos.
La cancha es un espacio rectangular de 10 a 11 m de ancho y un largo de  30, 36 o 54 metros; uno de los lados largos queda siempre sin cerrar; los otros tres lados se cierran con paredes de 10 m de altura, aunque no faltan los frontones en que solo uno de los lados cortos tiene pared. La medida del largo del frontón de pelota valenciana son menores, contando con una longitud de entre 20 y 30 metros, lo que posibilita el juego habitual de rebote.
Cuando existen, la pared lateral larga se llama "pared izquierda". A la derecha de esta se encuentra el frontis o trinquete contra la que es obligatorio que bote la pelota, en la que hay una línea horizontal o "falta" (normalmente de metal para que suene el fallo) a 1 metro de altura. La otra pared corta se denomina "rebote".
En el suelo y en la pared vertical se colocan unas marcas que señalan distintas distancias desde el "frontis" que son necesarias en el juego, de las cuales las principales son la de "saque" o distancia desde la que debe iniciarse cada punto, la de "falta" o distancia mínima a la que debe botar una pelota de saque y la de "pasa" o distancia máxima a la que puede botar una pelota de saque.

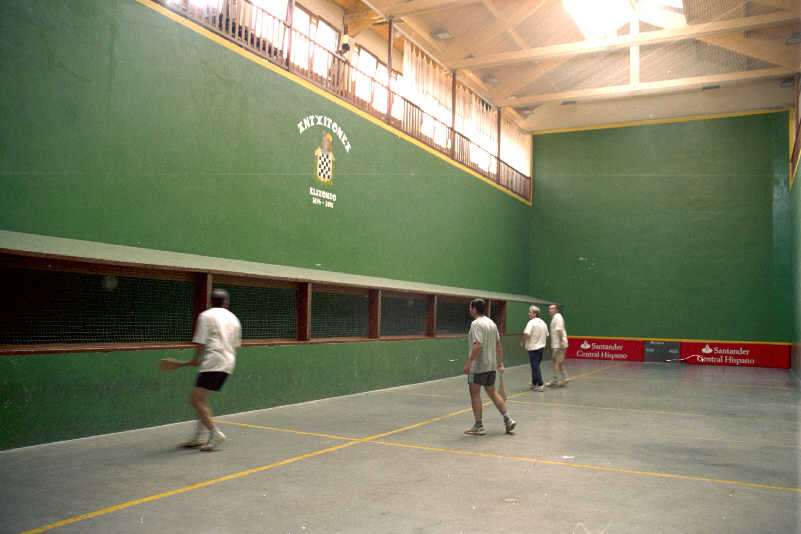
Trinquete en Elizondo (Navarra).

Otra modalidad (tipo de cancha) de la pelota es el trinquete, que se diferencia principalmente en la longitud (28,50 metros) y en que a lo largo de la pared izquierda, del frontis al rebote, se extiende un tejadillo en plano inclinado (llamado Share o Xare) que es totalmente válido para el juego. Debajo de este tejadillo se extiende una red o reja de metal o madera. 
El frontis se une con la pared derecha por una colocación de un plano vertical inclinado. En Argentina y Uruguay se le llama "tambor" o "tambur" y también es válido para el juego.

Otra modalidad popular de pelota similar al frontón es la denominada "plaza libre", en la que basta con que exista el "frontis". Esta modalidad es la que se juega todavía hoy en día en muchas plazas de ciudades y pueblos, utilizando la pared de una iglesia, del ayuntamiento o cualquier otra debidamente alisada. Su práctica más extendida se da en el País Vasco Francés. En Castilla y León, en localidades próximas a Benavente, como Bretó o Bretocino, aún se practica esta modalidad, pero al frontis se le denomina trinquete.

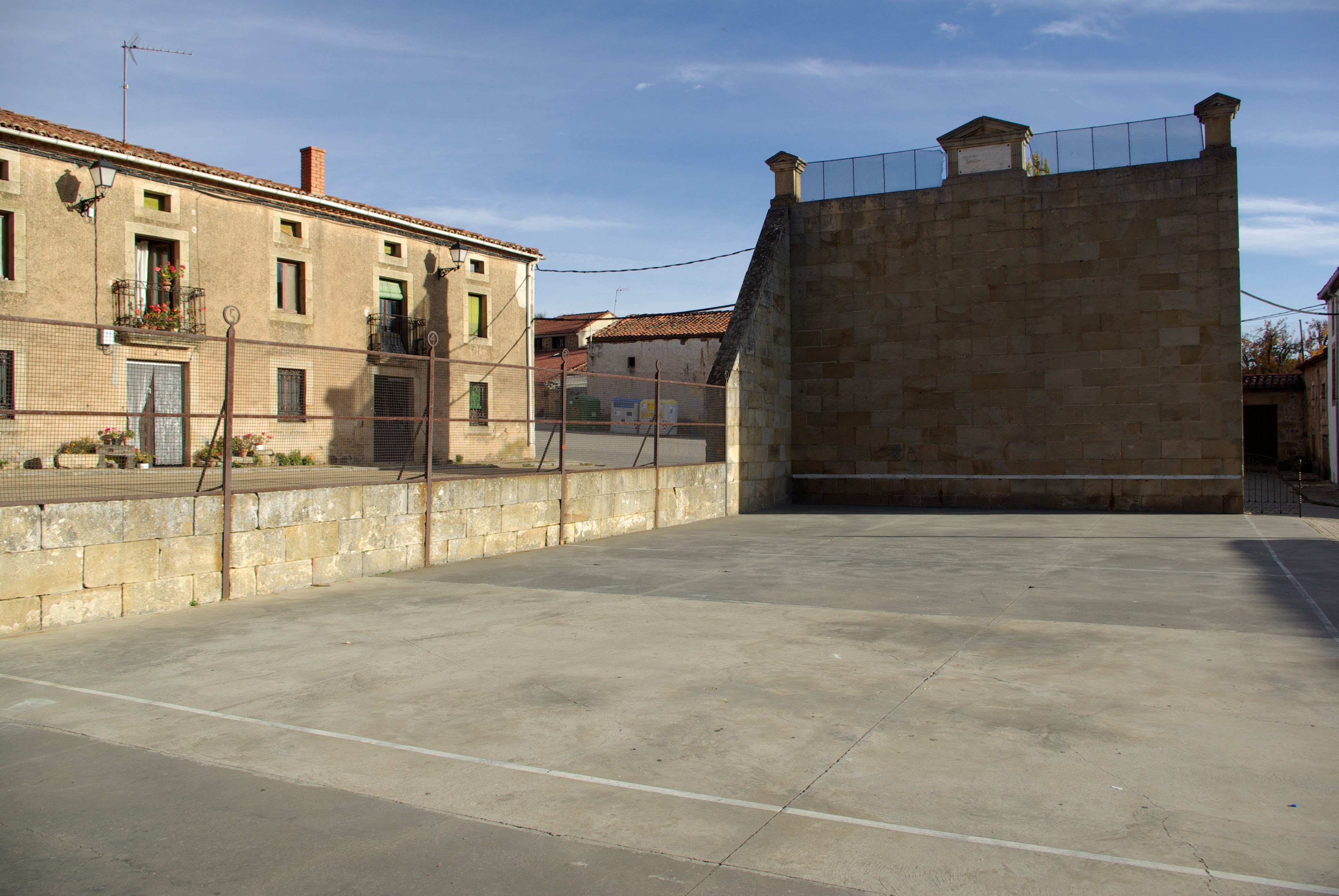
Frontón del pueblo soriano de El Royo.

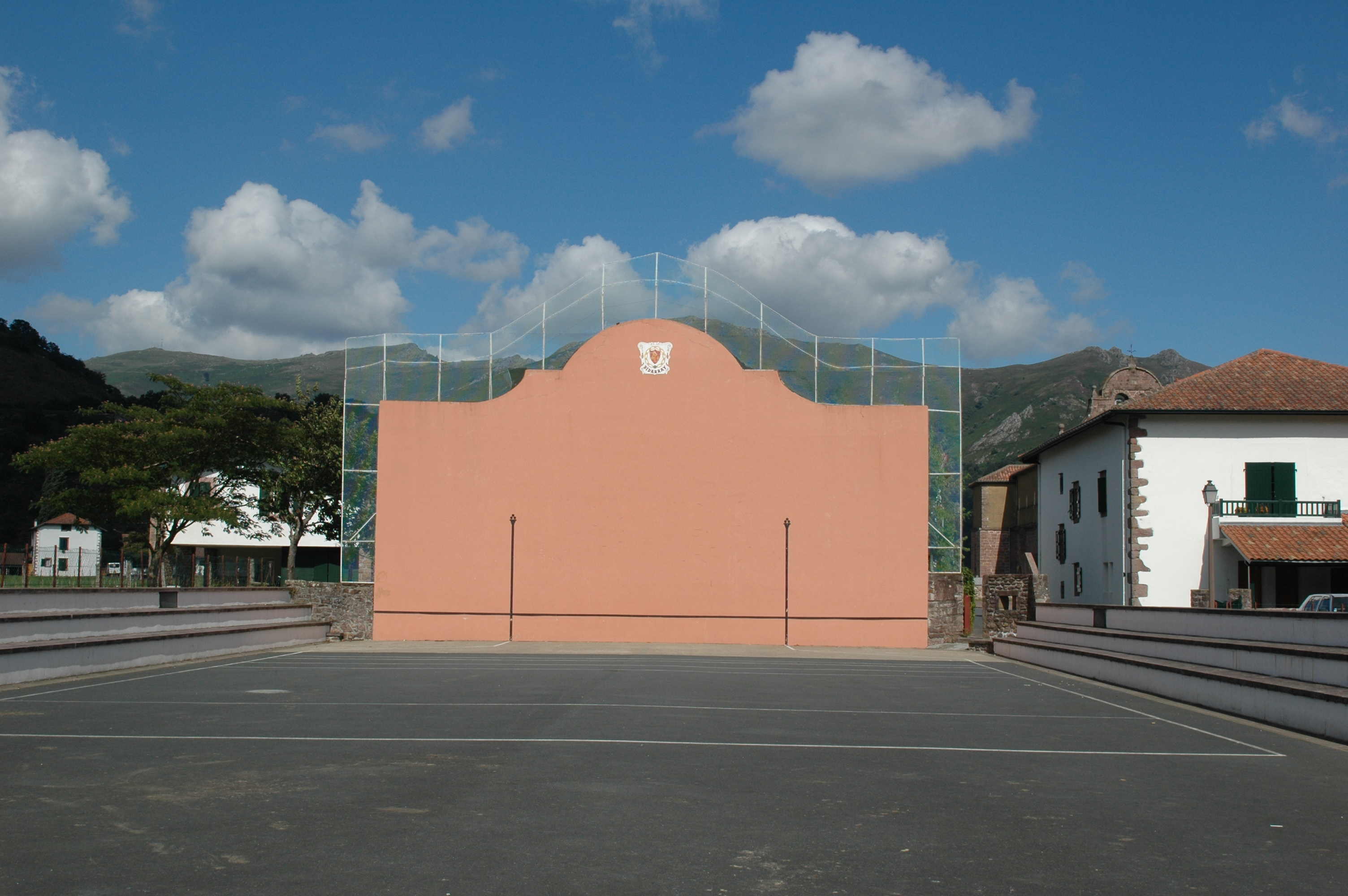
Frontón de plaza libre de Bidarray (Labort, Francia).

En Perú se denomina también al juego en sí como frontón, así como a veces vulgarmente al deporte peruano paleta frontón, el cual se juega con raquetas de madera y con solo una pared, las pelotas utilizadas son las mismas que el squash o raquetball.

## Juegos que se practican en frontones, trinquetes o plazas
- Pelota mano (frontón de 36 metros, trinquete y plazas)
- Pelota valenciana
- Frontenis (frontón de 30 metros)
- Cesta punta (frontón de 54 metros)
- Remonte (frontón de 54 metros)
- Xare (trinquete)
- Pala

1. Pala corta (frontón de 36 metros)
2. Pala larga (frontón de 54 metros)

- Frontón  construido en el año 1903, en Hombrados (Guadalajara, España).Paleta

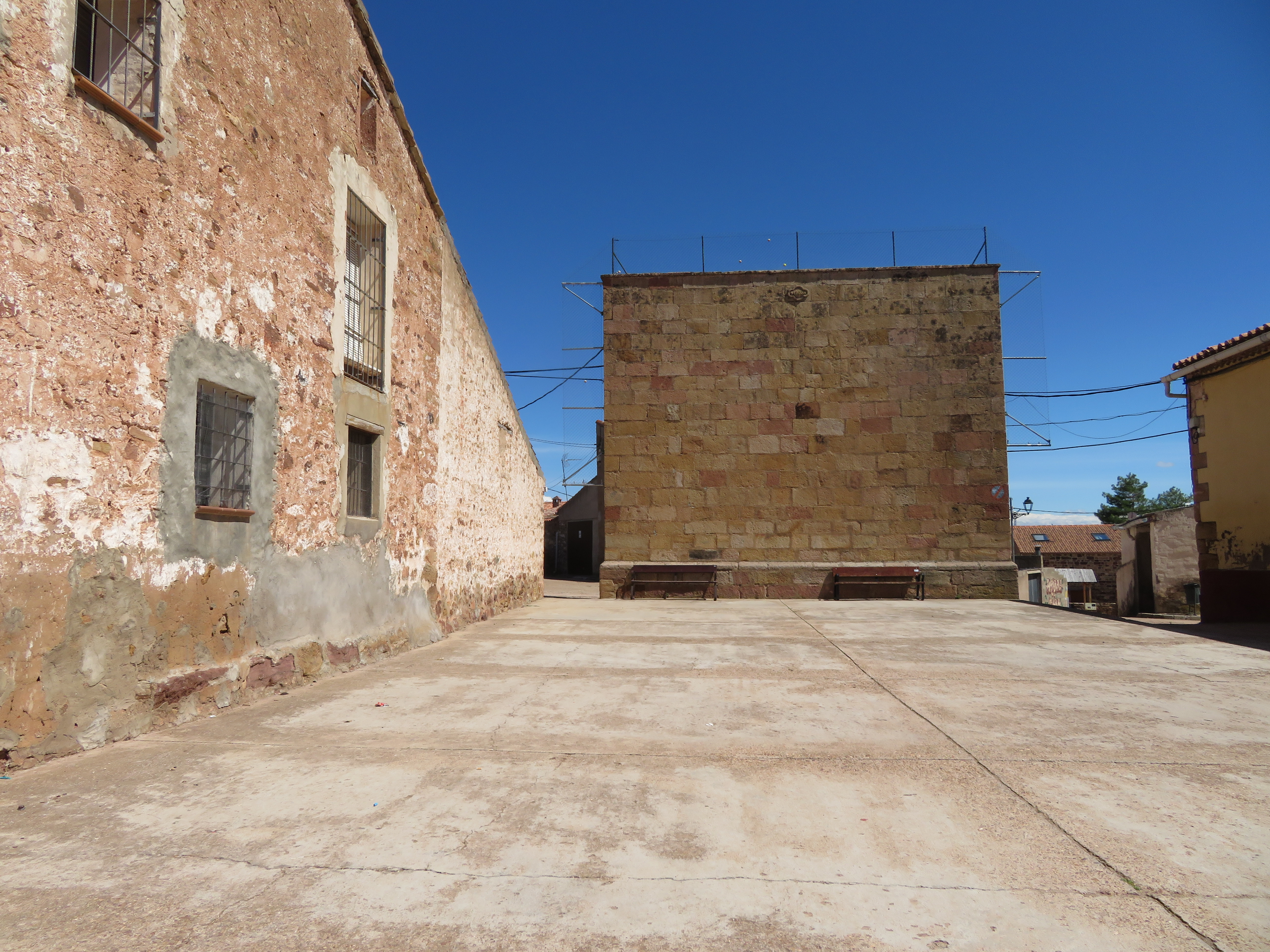
Frontón construido en el año 1903, en Hombrados (Guadalajara, España).

1. Paleta goma (frontón de 30 metros y trinquete)
2. Paleta cuero (frontón de 36 metros y trinquete)